# كهف كابوفا
كهف كابوفا (بالروسية: Капова пещера) هو كهف كارست منالحجر الجيري في منطقة بورزينسكي في باشكورستان، روسيا. يقع الكهف على نهر نهر بيلايا في محمية شولجان طاش الطبيعية، ويشتهر بالرسومات الصخرية التي تعود إلى العصر الحجري القديم العلوي التي يبلغ عمرها 16.000 عام.
هذه المنطقة من الغابات البرية الكثيفة والصخور البيضاء العالية، هي موطن الغزلان والدببة ونحل الباشكورت.

## وصلات خارجية
- The real story of Russia Kapova Cave
- Official website of the Shulgan-Tash Natural Reserve
- Kapova Cave section of the official website of the Shulgan-Tash Natural Reserve